# Alfredo Kanthack
Alfredo Antunes Kanthack (Bahia, 4 de março de 1863 - Cambridge, 21 de dezembro de 1898) foi um microbiologista e patologista brasileiro que trabalhou na Inglaterra.

## Início de vida
Alfredo Antunes Kanthack nasceu em 4 de março de 1863 na Bahia, Brasil, o segundo filho de Emilio Kanthack, comerciante com raízes em Liverpool, e viveu no Brasil até os seis anos de idade, quando o negócio de seu pai levou a família primeiro para a Alemanha em 1869, e depois para Liverpool em 1881. Seu pai posteriormente retornou ao Brasil como cônsul britânico no Pará em 1886.

## Formação
De 1871 a 1881 ele foi para a escola na Alemanha, primeiro em Hamburgo e depois em Wandsbek, Luneburgo e Gütersloh.
Depois de se mudar para a Inglaterra em 1881, aos 18 anos de idade, foi para o Liverpool College por alguns meses e então em 1882 tornou-se um estudante no University College, Liverpool, onde seu brilhantismo acadêmico se tornou aparente, passando nos exames de admissão para a Universidade de Londres com honras.
Em 1887 foi para o St Bartholomew's Hospital, Londres, para estudar medicina e recebeu uma medalha de ouro em obstetrícia.
Em 1889 continuou seus estudos em Berlim com Wilhelm Krause, o patologista celular Rudolf Virchow e o microbiologista pioneiro e fundador da bacteriologia moderna Robert Koch, laureado com o Nobel de Fisiologia ou Medicina de 1905 por sua pesquisa inovadora sobre tuberculose. Seus estudos na Alemanha demonstraram sua observação precisa e pensamento original no campo da pesquisa.

## Carreira
Retornando de Berlim em 1890, serviu como residente obstétrico no St Bartholomew's Hospital.

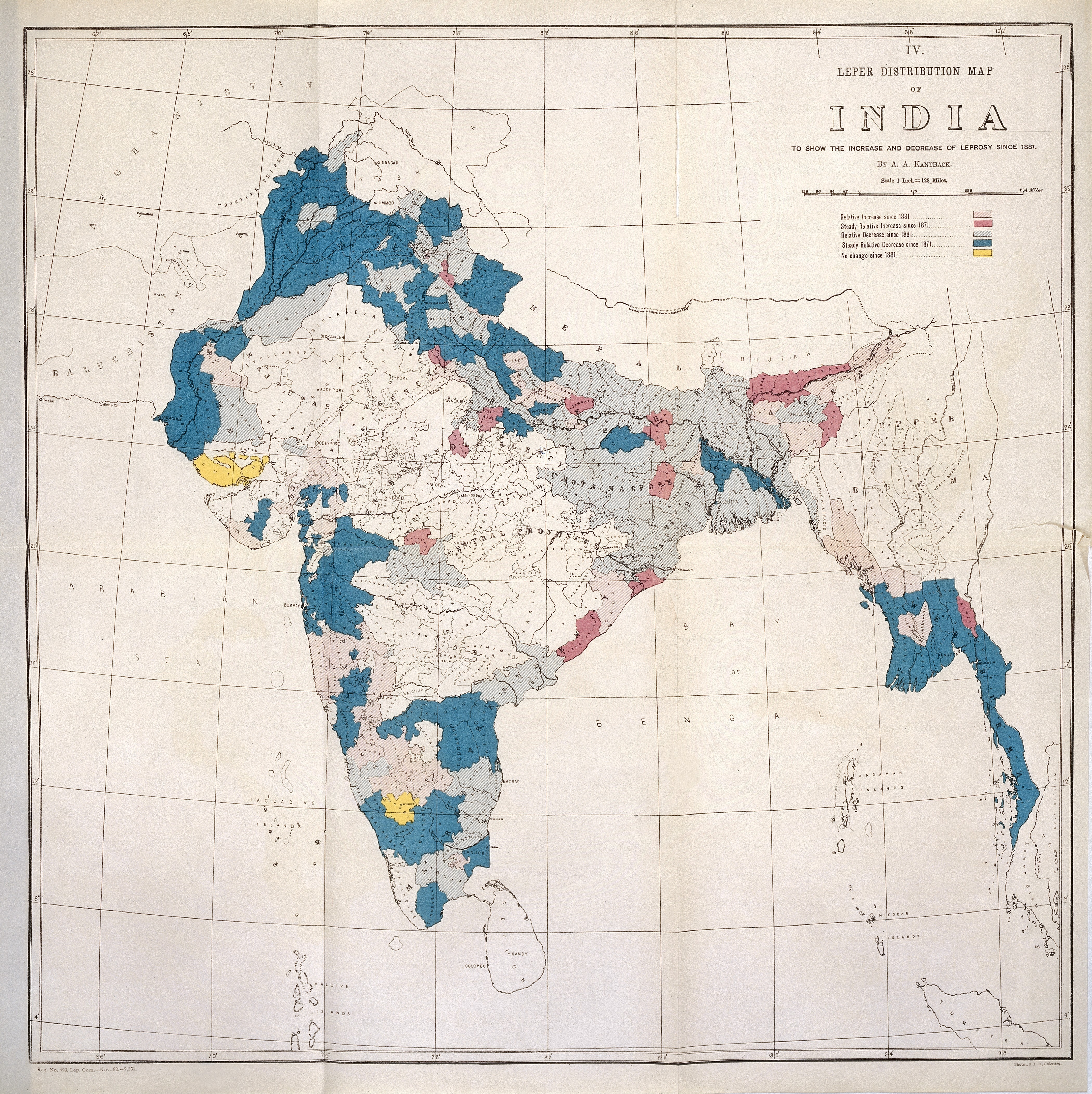
Mapa de Alfredo Kanthack mostrando o aumento e diminuição da hanseníase na Índia desde 1881. Wellcome L0039112

Enquanto ocupava esse cargo foi nomeado pelo Royal College of Surgeons, Royal College of Physicians e pelo Comitê Executivo do Fundo Nacional da Hanseníase como um dos Comissários Especiais para investigar a prevalência e o tratamento da hanseníase (lepra) na Índia. Entre suas conclusões estava que o contágio direto era, no máximo, um fator muito pequeno na causa da disseminação da lepra, e que a segregação compulsória de leprosos não era aconselhável.
Em seu retorno da Índia em 1891, matriculou-se em Cambridge como Fellow Commoner do St John's College (Cambridge). Ao mesmo tempo, foi nomeado John Lucas Walker Student in Pathology, uma bolsa concedida para pesquisa patológica original, sob a qual estudou imunidade.
Em 1892 deixou Cambridge e começou a exercer a profissão de médico em Liverpool. Foi nomeado Tutor Médico e Registrador no Liverpool Royal Infirmary, onde montou um laboratório bacteriológico, Demonstrador Sênior de Bacteriologia em um cargo especialmente criado para ele, e também Tutor Médico no University College, Liverpool.

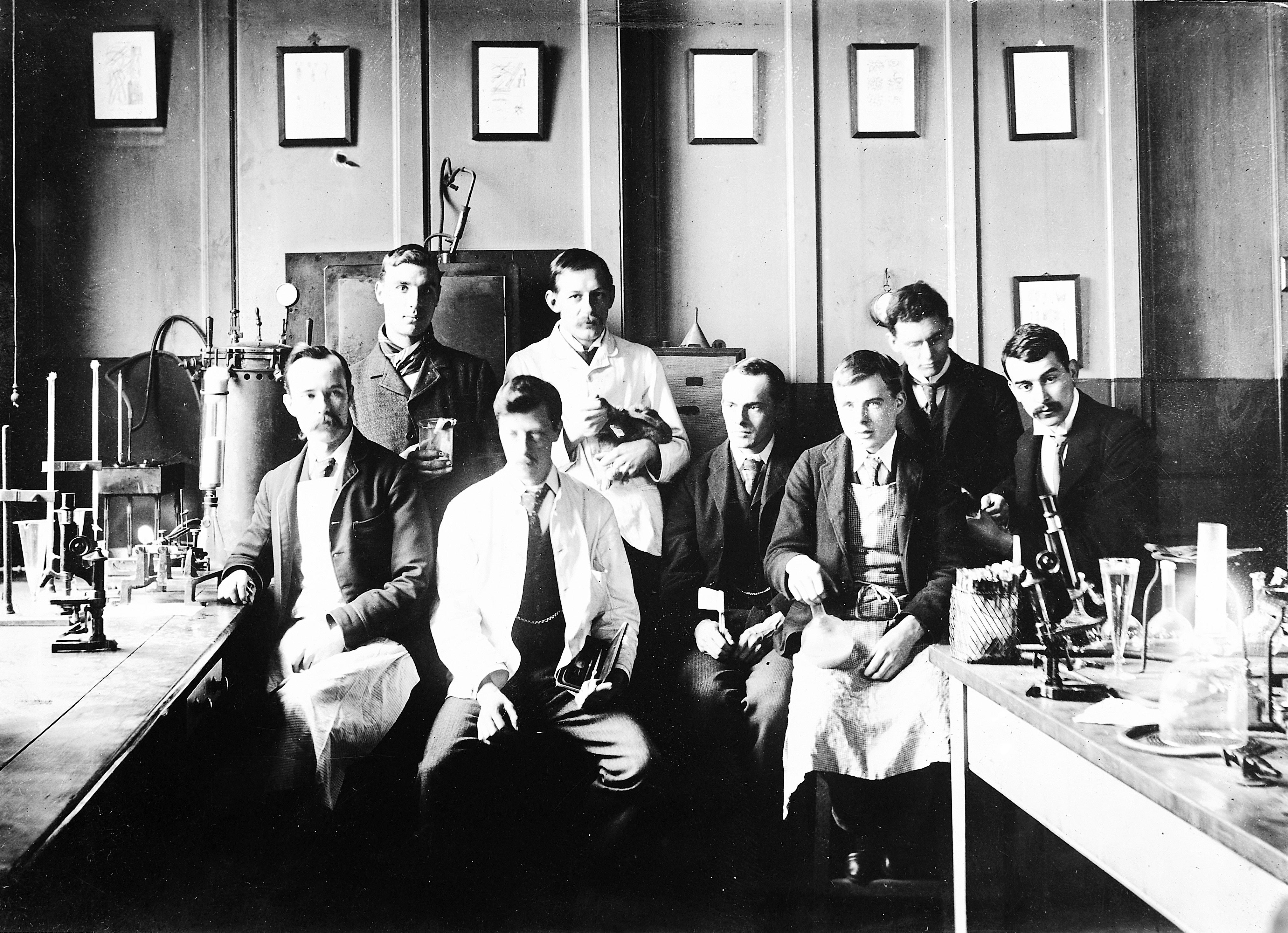
St. Bartholomew's Hospital, 1896. Kanthack está de pé de jaleco branco. Wellcome Images

Em 1893 voltou ao St Bartholomew como diretor do Departamento de Patologia da Faculdade de Medicina e Hospital, professor de patologia e bacteriologia e curador do museu.
Em 1894 sofreu um grave ataque de febre tifoide, mas, apesar disso, ganhou o prestigioso Jacksonian Prize Royal College of Surgeons em 1895 por seu ensaio The Aetiology of Tetanus and the Value of the Serum Treatment.
Em 1896 atuou como adjunto do professor Charles Roy, que havia sido nomeado para a nova cátedra de patologia em Cambridge, mas não pôde assumir o cargo devido a problemas de saúde. Isso exigia que Kanthack viajasse de e para São Bartolomeu e a Universidade. Na primavera de 1897 mudou-se para Cambridge, onde recebeu um MA honorário e foi eleito Fellow do King's College (Cambridge). No outono sucedeu Roy como professor de patologia aos 34 anos de idade.
Durante o outono de 1898 foi publicado o relatório de sua pesquisa sobre a mosca tsé-tsé, conduzida por ele em conjunto com Herbert Durham e Walter Blandford. Este relatório abriu o terreno para uma investigação mais aprofundada do que era então conhecido como doença da mosca tsé-tsé, embora nenhum método de prevenção ou cura tenha sido proposto. Seu último trabalho, em conjunto com o Dr. Sydney Sladen, relatou sobre o leite tuberculoso.
Pouco antes de sua morte recomendou um de seus alunos promissores, Walter Myers, para uma bolsa de estudos John Lucas Walker.

## Morte
Morreu vitimado por câncer em 21 de dezembro de 1898 aos 35 anos. Após seu funeral na King's College Chapel foi enterrado no Histon Road Cemetery, Cambridge.

## Legado
Após sua morte sua esposa doou fundos em sua memória para estabelecer uma biblioteca no Departamento de Patologia que ainda leva seu nome, e uma placa memorial de bronze foi colocada na entrada da Tennis Court Road.
Uma quantia em dinheiro foi coletada após sua morte para estabelecer a The Kanthack Memorial Library no Instituto de Patologia do St Bartholomew's Hospital.
A Kanthack Medal é concedida em Liverpool desde 1900 para patologia experimental e microbiologia, refletindo a importância de seu trabalho lá.

## Publicações
Livros
- Manual of Practical Morbid Anatomy Being a Handbook for the Post-Mortem Room.   A A Kanthack, Humphry, R Rolleston.  Cambridge University Press, 1894
- A Course of Elementary Practical Bacteriology, Including Bacteriological Analysis and Chemistry. Alfredo Antunes Kanthack, John Hannah Drysdale. Macmillan 1896
- On Nagana, or Tsetse Fly Disease. A. A. Kanthack, H. E. Durham and W. F. H. Blandford, 1898
- Influence of the Milk Supply on the Spread of Tuberculosis. Alfredo Antunes Kanthack, E. Sydney St B. Sladen. Cambridge University Press, 1898

Artigos
- The Thyreo-Glossal Duct. Kanthack AA. J Anat Physiol. 1891 Jan; 25(Pt 2):155-65
- Apparently Successful Cultivation of the Bacillus Leprae. Kanthack AA, Barclay A. Br Med J. 1891 Jun 6;1(1588):1222-3
- Pure Cultivation of the Leprosy Bacillus. Kanthack AA, Barclay A. Br Med J. 1891 Jun 20;1(1590):1330-1
- A Case of Acromegaly. Kanthack AA. Br Med J. 1891 Jul 25;2(1595):188-9
- Cultivation of the Bacillus Leprae. Kanthack AA. Br Med J. 1891 Aug 29;2(1600):476
- Acute Leucocytosis Produced by Bacterial Products. Kanthack AA. Br Med J. 1892 Jun 18;1(1642):1301-3
- The Diagnostic Value of the Eosinophile Leucocytes in Leukaemia and Hodgkin's Disease. Kanthack AA. Br Med J. 1892 Jul 16;2(1646):120-1
- A Few Notes on Epithelial Pearls in Foetuses and Infants. Kanthack AA. J Anat Physiol. 1892 Jul; 26(Pt 4):500.1-508
- The Nature of Cobra Poison.  Kanthack AA. J. Physiol. 1892 May; 13(3-4):272-99
- Myology of the Larynx.  Kanthack AA. J Anat Physiol. 1892 Apr; 26(Pt 3):279-294.3
- Complete Cervical Fistulae. A Note on C. F. Marshall's Paper on the Thyro-Glossal Duct or 'Canal of His'.  Kanthack AA. J Anat Physiol. 1892 Jan; 26(Pt 2):197-8
- The Action of the Epiglottis during Deglutition.  Kanthack A A, Anderson HK. J. Physiol. 1893 Mar;14(2-3):154-62
- Report on Immunity Against 'Cholera.': An Experimental Inquiry into the Bearing on Immunity of Intracellular' and 'Metabolic' Bacterial Poisons. Kanthack AA, Wesbrook FF. Br Med J. 1893 Sep 9;2(1706):572-5
- The Morphology and Distribution of the Wandering Cells of Mammalia. Kanthack AA, Hardy WB. J. Physiol. 1894 Aug 13;17(1-2):80.1-119